# (17801) Zelkowitz
(17801) Zelkowitz (1998 FH69) – planetoida z grupy pasa głównego asteroid okrążająca Słońce w ciągu 5,52 lat w średniej odległości 3,12 j.a. Odkryta 20 marca 1998 roku.